# IXML
iXML è uno standard aperto per l'inclusione di metadata riguardanti la presa diretta all'interno dei file audio Broadcast Wave File. Le informazioni inserite includono la scena, la take e le note dell'utente.
Questi metadata sono il frutto di una lunga discussione tra i vari produttori di registratori destinati alla presa diretta e i produttori dei software per l'editing audio/video. È stato progettato per standardizzare lo scambio di informazioni metadata tra questi sistemi.
Le specifiche dell'iXML descrivono un chunk WAV RIFF all'interno di un file BWF e contengono informazioni nello standard XML seguendo lo schema iXML.
Prima dell'avvento delle specifiche iXML, l'industria cinematografica e televisiva si affidava al chunk BEXT dei file Broadcast Wave File che veniva utilizzato arbitrariamente per includere alcuni metadata. Vi erano contenute poche informazioni al loro interno poiché non c'era abbastanza spazio  e di conseguenza l'utilità del chunk BEXT era limitata.

## Storia
Il concetto dell'iXML nacque durante l'incontro di vari venditori inclusi quelli d fabriche del campo delle registrazioni,  della NLE e della DAW, ospitato dall'Institute of Broadcast Sound a Londra, l'8 luglio 2004. la i nella sigla iXML riconosce la parte che ebbe l'IBS nel riunire insieme tanti diversi settori produttivi normalmente in competizione per risolvere collettivamente il crescente difficile problema dell'interscambio di metadati, con un elegante capace e completamente pubblica specializzazione.
Seguendo le discussioni iniziali fra Mark Gilbert della Gallery, John Ellwood della SynchroArts e J.P. Beauviala della Aaton all'incontro alla IBS,  fu sviluppato  e disegnato l'iXML  Specification 1.0 poi pubblicato da Mark Gilbert della Gallery UK su sito http://www.ixml.info.   L'iXML Specification è tenuto dalla Gallery UK, e i cambi che vengono fatti sono basati su discussioni dal comitato iXML.
Subito dopo l'incontro all'IBT, La Gallery varò il Metacoder che fu il primo device compatibile con l'iXML. Marc Gilbert continuò a promuovere il formato iXML  in tutto il mondo durante il 2004 e il 2005 e gradualmente i prodotti vennero fuori da altri venditori. Tra gli altri prodotti che adottarono presto l'iXML  sono inclusi l'utility del Titan della  SynchroArt, e il Portadrive field recorder della HHB.

## In Uso
Attualmente più di una dozzina di   industrie producono abitualmente prodotti dedicati all'audio  che supportano l'iXML  con la possibilità del 100% di interscambio tra metadata tra sistemi. Questo include tutti gli attuali produttori nel campo delle registrazioni (per cui esso fu creato all'origine), molte workstation della DAW (incluse quelle tipo Digdesign Pro Tools) e varie utility. Alla fine del 2007, l'Apple Inc. aggiunse  il supporto iXML ai suoi editori video non lineari Final Cut Pro, che sono usati da più di 800.000 utenti nel mondo. il supporto iXML  fu introdotto con la versione 6.02 di Final Cut Pro.